# Schistura moeiensis
Schistura moeiensis är en fiskart som beskrevs av Kottelat, 1990. Schistura moeiensis ingår i släktet Schistura och familjen grönlingsfiskar. IUCN kategoriserar arten globalt som otillräckligt studerad. Inga underarter finns listade i Catalogue of Life.